# Édouard Ronvaux
Édouard Ernest Ronvaux, né le 5 avril 1877 à Franc-Waret et décédé à Namur le 20 décembre 1958 fut un homme politique wallon socialiste.
Ronvaux fut souffleur de verre et syndicaliste sectoriel.
Il fut élu conseiller communal (1912-49) puis échevin (1917-20) de Namur; élu sénateur de l'arrondissement de Namur (1922-46), en suppléance de Gérard Rongy, appelé à siéger comme sénateur provincial.